# Megan Heinicke
Megan Heinicke z d. Tandy (ur. 10 września 1988 w Victoria) – kanadyjska biathlonistka, olimpijka. Zadebiutowała w biathlonie w rozgrywkach juniorskich w roku 2006.
Jej najlepszy dotychczasowy wynik w Pucharze Świata to 21. miejsce w sprincie w Pokljuce w sezonie 2009/10.
Podczas Igrzysk Olimpijskich w Vancouver w roku 2010 zajęła 50. miejsce w biegu indywidualnym, 46 w sprincie, 36 w biegu pościgowym i 15 w sztafecie.
Na Mistrzostwach świata w roku 2008 w Östersund zajęła 70. miejsce w biegu indywidualnym, 77 w sprincie i 19 w sztafecie. Na Mistrzostwach świata w roku 2009 w Pjongczangu zajęła 53. miejsce w biegu indywidualnym, 71 w sprincie i 9 w sztafecie.

## Osiągnięcia

### Zimowe igrzyska olimpijskie
| Rok  | Miejscowość | Konkurencje | Konkurencje | Konkurencje | Konkurencje | Konkurencje | Konkurencje | Konkurencje |
| Rok  | Miejscowość | IN          | SP          | PU          | MS          | RL          | MR          | SR          |
| ---- | ----------- | ----------- | ----------- | ----------- | ----------- | ----------- | ----------- | ----------- |
| 2010 | Vancouver   | 50.         | 46.         | 36.         | –           | 15.         | nd.         | –           |
| 2014 | Soczi       | 51.         | 59.         | DNF         | –           | 7.          | –           | –           |

### Mistrzostwa świata
| Rok  | Miejscowość          | Konkurencje | Konkurencje | Konkurencje | Konkurencje | Konkurencje | Konkurencje | Konkurencje |
| Rok  | Miejscowość          | IN          | SP          | PU          | MS          | RL          | MR          | SR          |
| ---- | -------------------- | ----------- | ----------- | ----------- | ----------- | ----------- | ----------- | ----------- |
| 2008 | Östersund            | 70.         | 77.         | –           | –           | 19.         | 15.         | –           |
| 2009 | Pyeongchang          | 53.         | 71.         | –           | –           | 9.          | –           | –           |
| 2010 | Chanty-Mansyjsk      | –           | –           | –           | –           | –           | 12.         | –           |
| 2012 | Ruhpolding           | 30.         | 52.         | 42.         | –           | 13.         | –           | –           |
| 2013 | Nové Město na Moravě | 50.         | 54.         | 44.         | –           | 12.         | 15.         | –           |
| 2015 | Kontiolahti          | 21.         | 23.         | 28.         | 24.         | 10.         | –           | –           |

### Puchar Świata

#### Miejsca w klasyfikacji generalnej
| Sezon     | Miejsce |
| --------- | ------- |
| 2009/2010 | 65.     |
| 2011/2012 | 81.     |
| 2012/2013 | 83.     |
| 2013/2014 | 64.     |
| 2014/2015 | 37.     |
| 2015/2016 | 84.     |
| 2016/2017 | 85.     |

### Mistrzostwa świata juniorów
| 2006 Presque Isle (USA)  | 8. miejsce (IN), 32. miejsce (SP), 39. miejsce (PU), 8. miejsce (RL)  |
| 2007 Martello (Włochy)   | 13. miejsce (IN), 50. miejsce (SP), 28. miejsce (PU), 6. miejsce (RL) |
| 2008 Ruhpolding (Niemcy) | 13. miejsce (IN), 14. miejsce (SP), 8. miejsce (PU),                  |
| 2009 Canmore (Kanada)    | 42. miejsce (IN), 25. miejsce (SP), 19. miejsce (PU), 7. miejsce (RL) |

### Mistrzostwa Europy
| 2006 Langdorf-Arberse (Niemcy) | 47. miejsce (IN), 64. miejsce (SP), 15. miejsce (RL) |
| 2012 Osrblie (Słowacja)        | 18. miejsce (SP), 15. miejsce (PU)                   |